# Saifullah Akbar
Saifullah Akbar (* 31. Januar 1999 in Singapur), mit vollständigen Namen Muhammad Saifullah bin Mohammad Akbar, ist ein singapurischer Fußballspieler.

## Karriere

### Verein
Saifullah Akbar erlernte das Fußballspielen in der Jugendmannschaft der Tampines Rovers. Hier absolvierte er als Jugendspieler ein Spiel in der ersten Liga, der Singapore Premier League. Sein Erstligadebüt gab Saifullah Akbar am 1. Oktober 2016 im Heimspiel gegen Brunei DPMM FC. Hier wurde er in der 66. Minute für Sufian Anuar eingewechselt. Von Januar 2017 bis Mitte September 2018 pausierte er. Am 14. September 2018 unterschrieb er einen Vertrag bei den Young Lions. Die Young Lions sind eine U23-Mannschaft, die 2002 gegründet wurde. In der Elf spielen U23-Nationalspieler und auch Perspektivspieler. Ihnen soll die Möglichkeit gegeben werden, Spielpraxis in der ersten Liga zu sammeln. Für die Lions bestritt er 24 Erstligaspiele. Am 5. Januar 2020 nahmen ihn die ebenfalls in der ersten Liga spielenden Lion City Sailors unter Vertrag. 2020 wurde er zum Nachwuchsspieler des Jahres gewählt. 2021 feierte er mit den Sailors die singapurische Meisterschaft. Im Februar 2022 gewann der mit den Sailors den Singapore Community Shield. Das Spiel gegen Albirex Niigata (Singapur) gewann man mit 2:1. Nach 47 Erstligaspielen wechselte er im Januar 2023 wieder zu den ebenfalls in der ersten Liga spielenden Tampines Rovers.

### Nationalmannschaft
Saifullah Akbar spielt seit 2021 in der singapurischen Nationalmannschaft. Sein Debüt im Nationalteam gab er am 3. Juni 2021 im WM-Qualifikationsspiel gegen Palästina.

## Erfolge
Lion City Sailors
- Singapurischer Meister: 2021
- Singapore Community Shield: 2022

## Auszeichnungen
Singapore Premier League
- Nachwuchsspieler des Jahres: 2020

## Sonstiges
Saifullah Akbar ist der Sohn von Akbar Nawas.